# Municipio de Santo Domingo Tlatayápam
El municipio de Santo Domingo Tlatayápam (En náhuatl: En el agua debajo de la tierra) es un municipio de 132 habitantes situado en el Distrito de Teposcolula, Oaxaca, México.

## Historia
El municipio de Santo Domingo Tlatayapam se fundó en el año 1859, por el cacique don José Narváez. 

## Demografía
En el municipio habitan 132 personas. El municipio cuenta con una escuela preescolar y una primaria.

## Economía
Las actividades de la población económicamente activa se distribuyen de esta manera:
| Sector     | Porcentaje | Principales actividades                                                           |
| ---------- | ---------- | --------------------------------------------------------------------------------- |
| Primario   | 63%        | Cultivo de maíz, fríjol, trigo, avena, alverjón, haba y alfalfa. Ganadería ovina. |
| Secundario | 21%        | Construcción, elaboración de velas.                                               |
| Terciario  | 16%        | Pequeños comerciantes.                                                            |